# صوريف

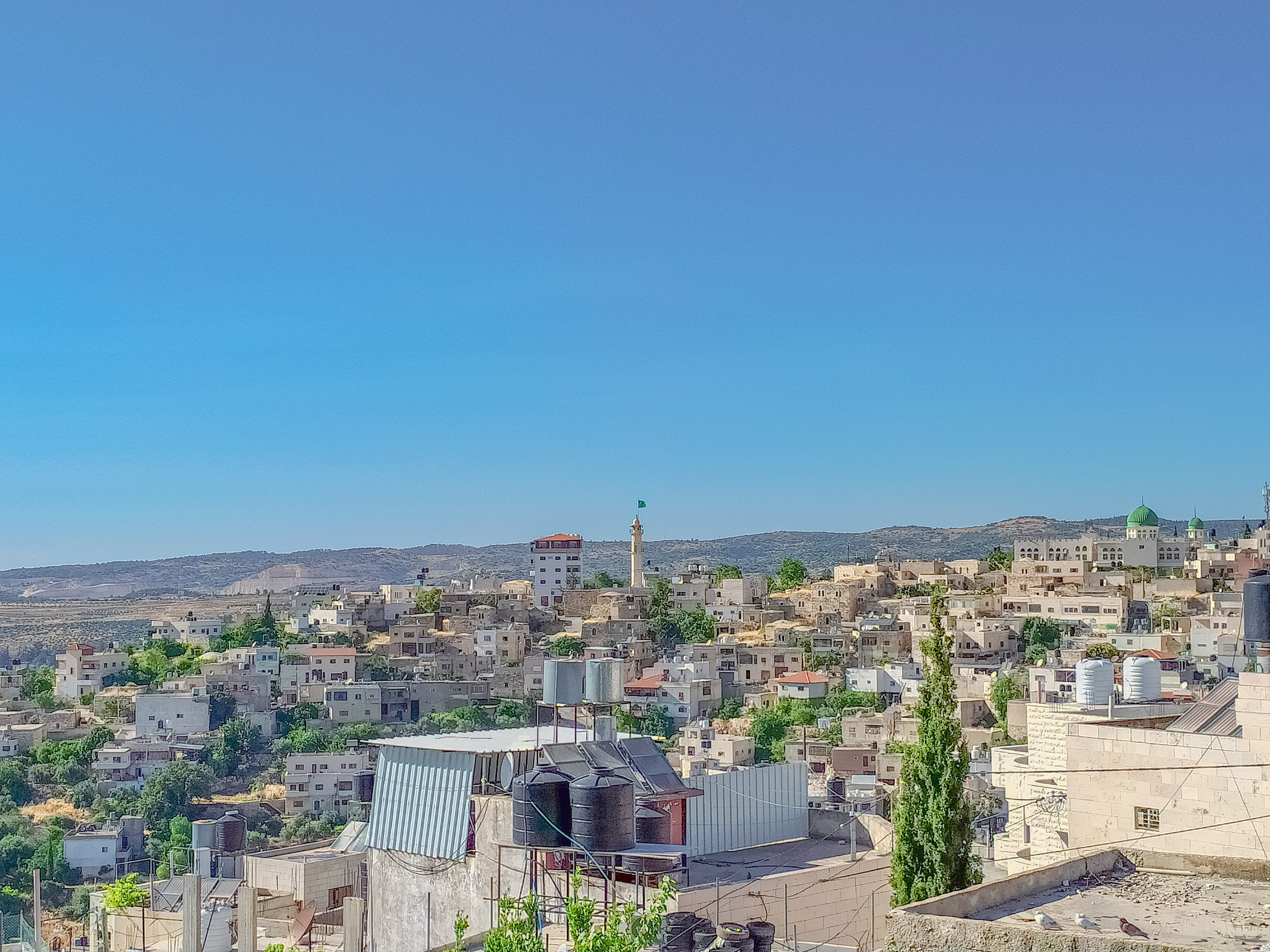
صورة تظهر بلدة صوريف الواقعة شمال غرب مدينة الخليل

صوريف بلدة فلسطينية تقع في وسط فلسطين في محافظة الخليل. تبعد 20 كم إلى الشمال الغربي من مدينة الخليل، و32 كم جنوب مدينة القدس.

## التسمية
وجدت صوريف منذ أيام الرومان واسمها تحريف لكلمة (سريفا) السريانية بمعنى سك الدراهم، أو تحريف لكلمة سور الريف لتواجدها على مناطق فاصلة بين الريف والجبل (جبال الخليل).ويقول المؤرخ عارف العارف الذي زار البلدة في اوائل القرن 19 ان كلمة صوريف تحريف لكلمة سوار الريف لان الجبال تحيط بها من جميع الجهات كاسوار.
وفي عام 1863 زارها المستكشف وعالم الاثار الفرنسي فيكتور جويرين وقال انه لاحظ كذلك بجانب ببركة في الصخر معمل لسك الدراهم الرومانية على بعد بضع صهاريج قديمة بها العمود رمح الحديثة التي وضعت بالقرب من مسجد صغير، الذي أكد سبب التسمية. Surif.

## التاريخ
تقع بلدة صوريف على سلسلة جبلية تشكل اسوار مما جعل موقعها استراتيجياً منذ أيام الرومان حيث سكنت لأول مرة، وكان يتم فيها سك العملة الرومانية مما جعل لها الاهمية الاقتصادية منذ القدم.
كانت صوريف تخضع لحكم الدولة العثمانية كغيرها من قرى ومدن فلسطين، وقد أجبرت الدولة العثمانية الشباب إلى التجنيد الإجباري ومع نهاية شهر تشرين أول عام 1917م قاد الجنرال الإنجليزي إدموند ألنبي هجوماً أدى إلى احتلال القدس والخليل وبيت لحم وبذلك تم للجيش البريطاني احتلال فلسطين كلها فيما بعد ومع انتهاء دولة الخلافة العثمانية رسمياً. وبتاريخ 3 أذار 1924م كانت جميع مدن وقرى فلسطين واقعة تحت الاحتلال البريطاني الذي كان يسمى بالانتداب.
وبدأ أهالي صوريف كغيرهم من أبناء الشعب الفلسطيني في مقارعة الاحتلال البريطاني الذي أصبح يمد اليهود بالاسلحة ويقاتل في صفوفهم ضد أبناء الشعب الفلسطيني وقد أعتقل العديد من الشباب وأمضى بعضهم مدداً طويلة في السجون وحكم على بعضهم بالإعدام. وبخصوص ذلك كان قد تحدث محمد عبد الفتاح أبو دية وهو معمر توفي حديثاً عن عمر (98 عاماً): «لقد كنا نقضي أسابيع وأشهر في الجبال هرباً من الإنجليز الذين كانوا يعتقلوا وينكلوا وحتى يعدموا الشباب الفلسطيني في ذلك الوقت» وفي الثورة (1936-1939م) شارك معظم أبناء البلدة وحملوا السلاح دفاعاً عن القضية وانضموا إلى جيش الجهاد المقدس الذي أسسه عبد القادر الحسيني وشاركوه المعارك ضمن قوات القائد الفلسطيني الشهيد إبراهيم أبو دية الغنيمات، واشتركوا في مقارعة الاحتلال البريطاني واستمر نضال شباب البلدة في العام 1948م وعام 1967م قبل الانتفاضة وتركز ذلك النضال في المجموعات الفدائية ومنها مجموعة جبل الخليل إلى فترة الانتفاضة الأولى التي شارك فيها أبناء البلدة بكل بسالة وقدمت الشهداء. ومع قدوم السلطة الوطنية الفلسطينية عام 1994 انضم العديد من شباب البلدة إلى الاجهزة العسكرية الفلسطينية والدوائر المدنية الخاضعة للسلطة الفلسطينية.

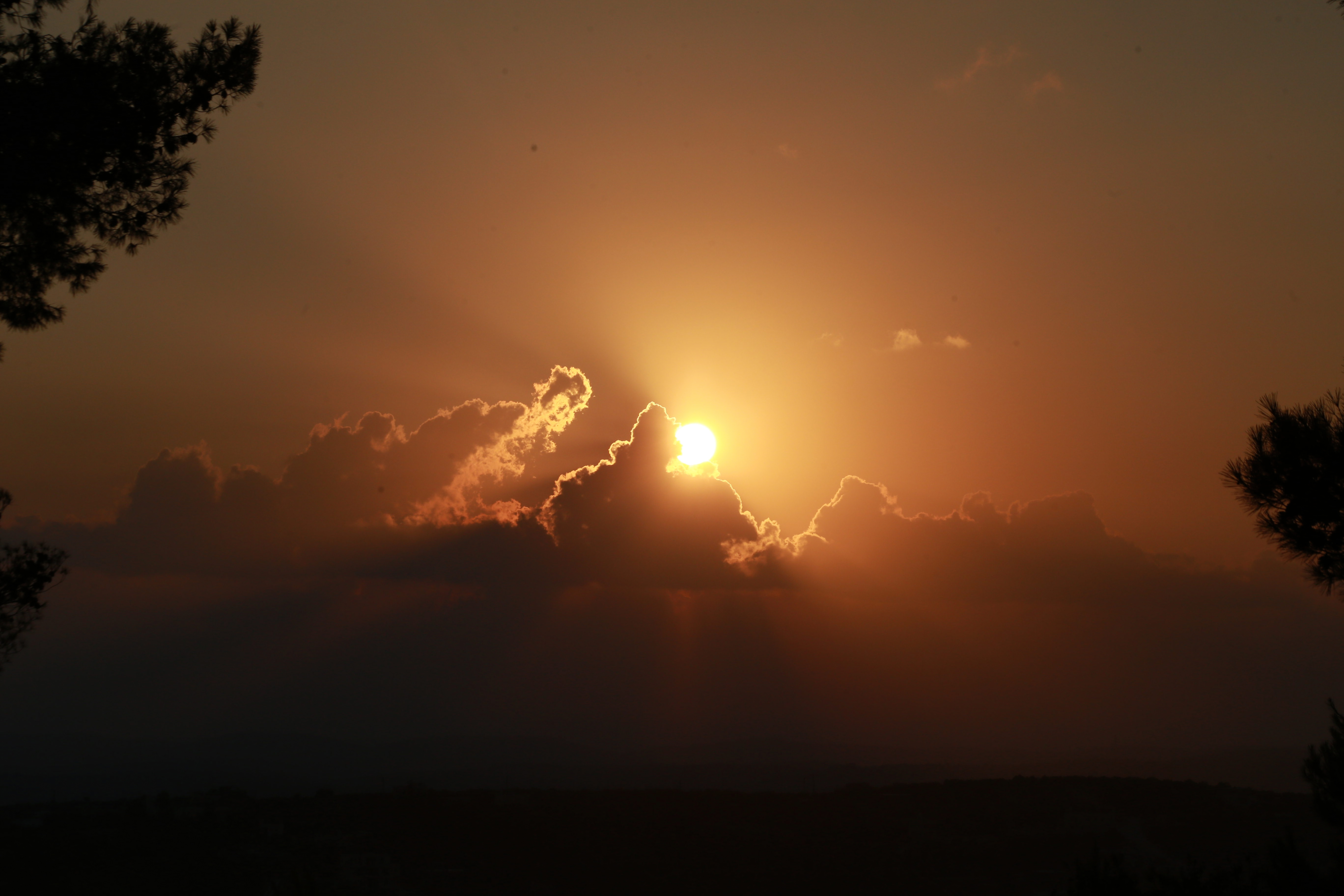
غروب الشمس في مدينة صوريف

## الجغرافيا

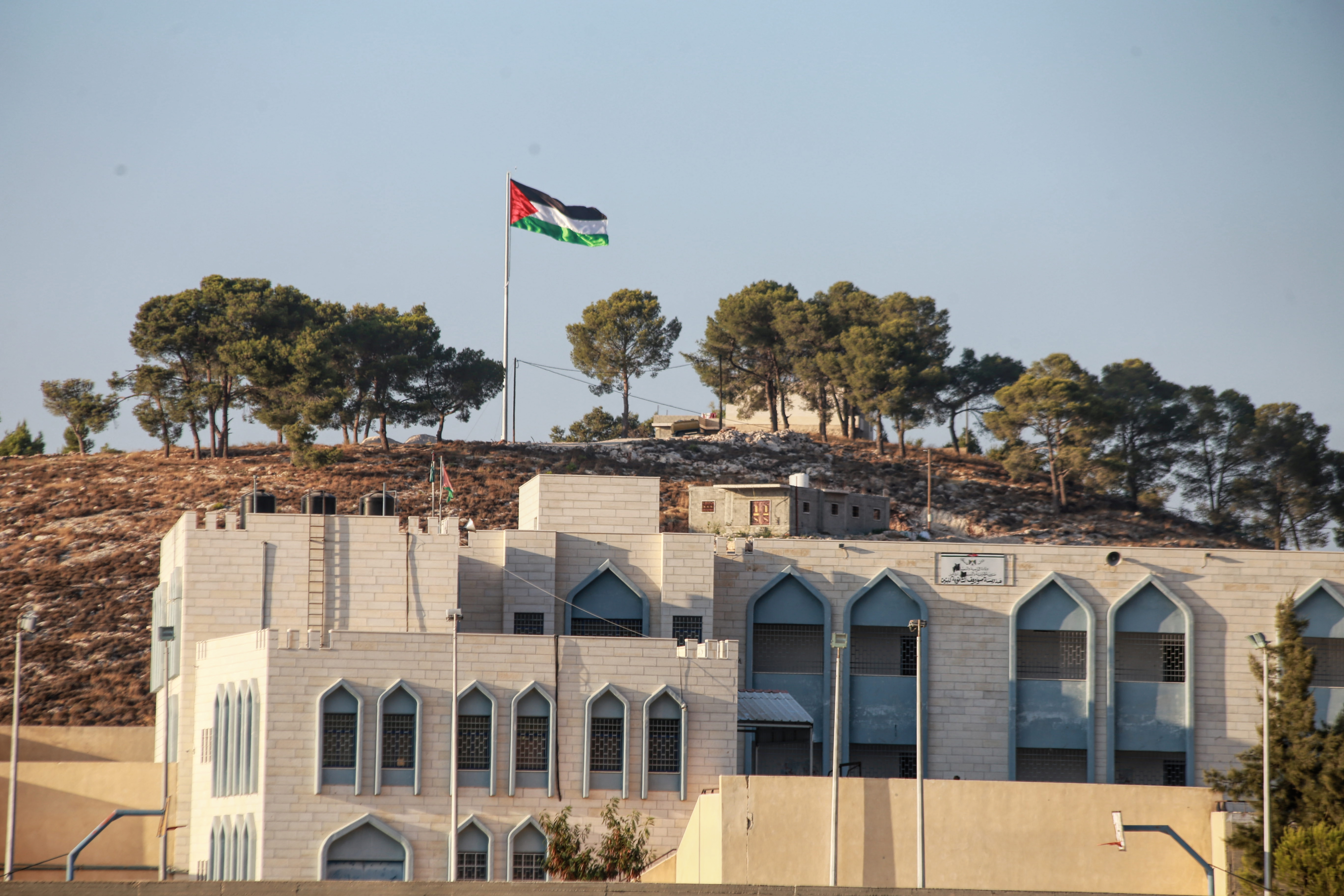
إحدى مدارس صوريف الثانوية

### الموقع
تقع البلدة إلى الشمال الغربي من مدينة الخليل، وتبعد عنها 25 كم. فوق رقعة جبلية ترتفع 600 م عن سطح البحر. تبلغ مساحة أراضيها 15,034 دونماً، يحدها من الشمال قرية الجبعة بيت لحم، ومن الجنوب قرية خاراس ومدينة حلحول، ومن الشرق بلدة بيت أمر، ومن الغرب بيت نتيف وبيت شيمش.

### التضاريس

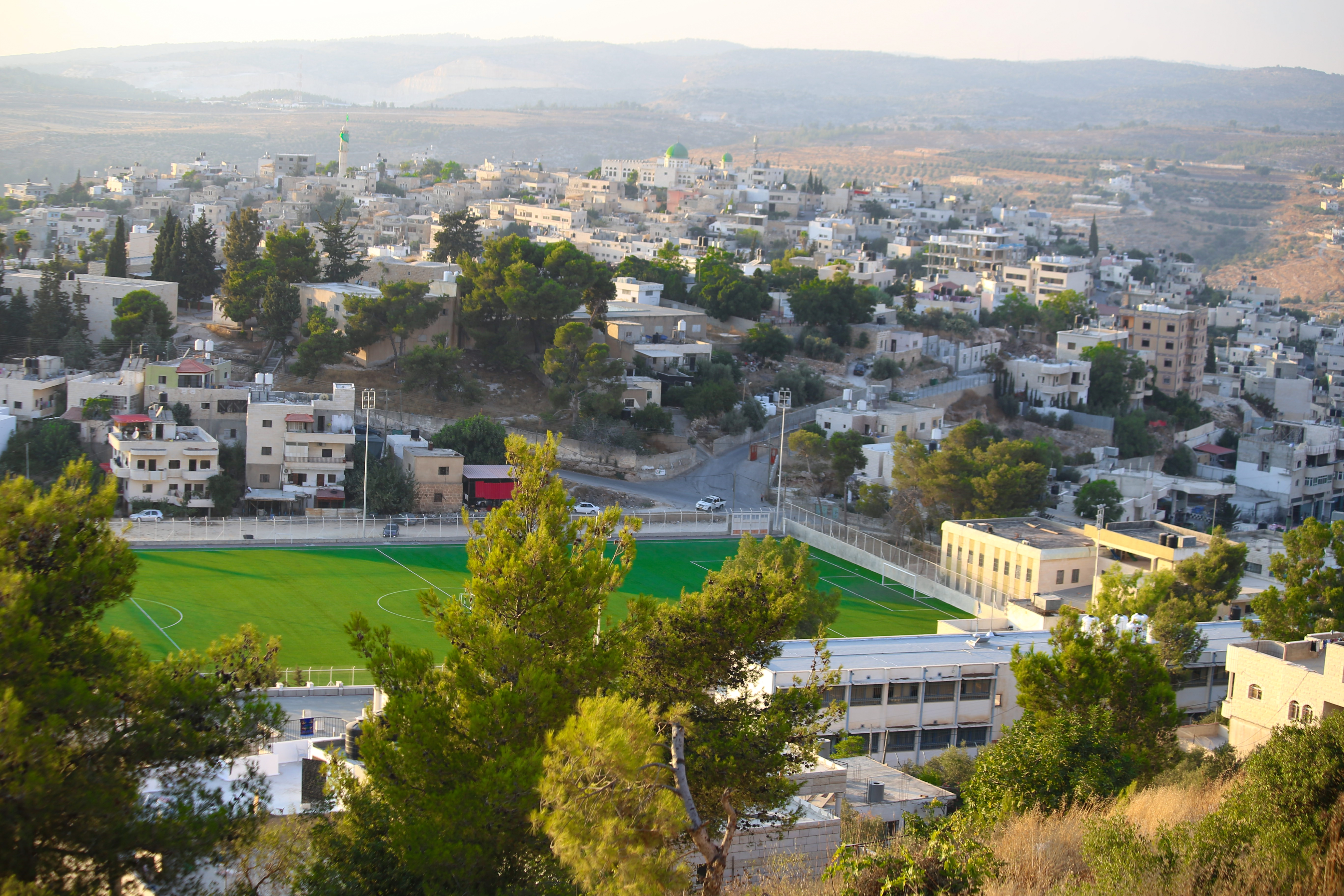
ملعب صوريف

تقع صوريف فوق سلسلة جبلية تشكل سور تتخللها مجموعة من الأودية والسهول الصغيرة، كذلك نجد الصخور في هذه المنطقة عديدة الأشكال والألوان والأنواع فمنها النارية والصخور الصفراء والوردية وحجارتها من نوع مزي وهو حجر صلب يستخدم في بناء المساكن.

### المناخ
مناخ صوريف متوسطي معتدل وهو حار وجاف في الصيف وبارد وممطر في الشتاء، يبدأ فصل الربيع في أواخر شهر آذار وأوائل نيسان، ويعتبر شهرا تموز وآب أحرّ شهور السنة وتصل معدل درجات الحرارة فيهما إلى 28.9 ° مئوية ويعتبر شهر كانون الثاني أبرد الأشهر، وتتساقط الأمطار عادة بين شهريّ تشرين الأول إلى نيسان، ويبلغ معدل السقوط 560 ملم، وتكون في أعلى معدلاتها في شهري يناير وفبراير، ويبلغ معدل درجات الحرارة 18 درجة مئوية ومعدل الرطوبة النسبية حوالي 16%.

## التقسيمات الإدارية
تحيط بها 8 قرى وخرب تتبع ادارياً لبلدية صوريف  وهي على الترتيب الآتي:
1. قرية الدير: تقع قرب وادي السور غرب صوريف، يقدر عدد سكانها 500 نسمة، معظمهم يعملون بالزراعة.[7]
2. قرية الجبلية: تقع شمال صوريف تمتاز القرية بزراعة العنب والتين والخوخ، وبتربية المواشي. كما تضم القرية موقع أثري يعود للعصر الروماني.تم احتلالها على يد العصابات الصهيونية ضمن عملية يوعاف.[بحاجة لمصدر]
3. خربة جمرين: تقع جنوب صوريف، تعد من أهم الخرب لمكانتها الدينية والتاريخية حيث يوجد فيها مقام الصحابي أبو عبيدة عامر بن الجراح والعديد من البيوت القديمة التي يقدر عمرها بأكثر من 350 عام.[8]
4. خربة دير موسى: تقع شمال صوريف على طريق صوريف-بيت لحم، يقدر عدد سكانها 200 نسمة.[9]
5. خلة علي غنيم: تقع شمال شرق صوريف، أقامت بلدية صوريف بالقرب منها قاعة منتزه لإحياء هذه المنطقة[10]، يقدر عدد سكانها 50 نسمة، صادر الاحتلال الجزء الشمالي منها لتوسيع مستوطنة بات عاين.[11]
6. خربة أبو شوك: تقع جنوب غرب صوريف.[12]
7. خرب علين و 8. كرابين: وهي خرب مزروعة بالزيتون والعنب وتعد خالية من السكان.[12]

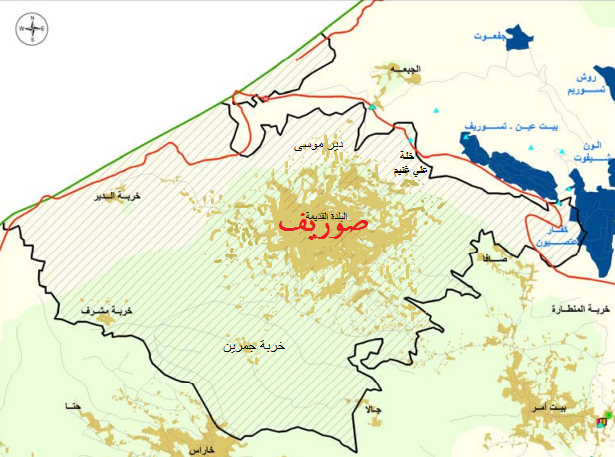
التقسيمات الادارية لبلدة صوريف

## السكان
دخلت فلسطين وفود كبيرة عبر العصور من تجار وغيرهم وذلك؛ لموقعها الهام كنقطة وصل بين القارات، ومركز للحضارات والأديان.
| السنة           | التعداد البريطاني (1922) | التعداد البريطاني (1931) | التعداد البريطاني (1945) | التعداد الأردني (1961) | التعداد الفلسطيني (1997) | التعداد الفلسطيني (2007) | التعداد الفلسطيني (2017) | تقدير (2021) |
| --------------- | ------------------------ | ------------------------ | ------------------------ | ---------------------- | ------------------------ | ------------------------ | ------------------------ | ------------ |
| التعداد السكاني | 1,265                    | 1,640                    | 2,190                    | 2,827                  | 9,649                    | 13,165                   | 17,287                   | 19,013       |

### أعلام البلدة
- إبراهيم أبو دية الغنيمات.
- غازي إنعيم.
- شريف عدنان.
- موسى غنيمات.

## المعالم الأثرية والتاريخية
- البلدة القديمة: بنيت منذ أكثر من 400 عام وتحتوي على 548 مبنى قديم.[21]
- المسجد العمري القديم (مسجد صوريف الكبير) : يقع غربي البلدة القديمة، حيث تم تأسيسه عام 1945م وتم اكمال بناءه بالشكل الحالي عام 1970 .

- خربة جمرين الأثرية: تقع جنوب صوريف ويوجد فيها مقام الصحابي أبو عبيدة عامر بن الجراح وتتواجد مغارة في الناحية الجنوبية من المقام بداخلها ضريح يعود لأحد الصالحين.[8]
- مغفر الجيش الأردني: يقع إلى الغرب من بلدة صوريف حيث كان يتمركز فيه الجيش الأردني منذ عام 1950 وحتى انسحابه أعقاب حرب عام 1967 (النكسة)، وبعد دخول السلطة الفلسطينية عام 1994 تم تحويله إلى مدرسة أساسية «شهداء صوريف».
- بئر الشهداء: يقع إلى الجنوب الشرقي من مقبرة شهداء صوريف، ويعد بئر الشهداء المصدر الرئيسي لمياه البلدة القديمة حتى عام 1994، وفي عام 2014 قامت بلدية صوريف بهدم البئر وبناء مكانه صرح الشهيد.[22]
- جورة (حفرة) الساقعة: تقع غرب صوريف قرب مغفر الجيش الأردني وتعد حفرة عميقة دائرية الشكل، حسب اعتقاد كبار السن ان سقط نيزك قبل الاف السنين هناك واحدث فجوة في الأرض، تعددت الروايات تجاه وجودها ولم يتم الاستدلال إلى سبب مقنع حتى وقتنا هذا.[23]
- الطاحونة القديمة: تقع جنوب غرب البلدة القديمة وتعد من أهم المعالم الاثرية.[24]

## الاستيطان
صادرت سلطات الاحتلال مساحات واسعة من اراضيها وأقامت عليها مستعمرة (ناحال صوريف) عام 1982 وانسحبت منها قوات الاحتلال بداية التسعينات وتحولت لمنطقه سكنية.
وبعد عام 1987 اقام الاحتلال شمال شرق صوريف مستوطنة بيت عاين.
اما في عام 2004 اقام الاحتلال جدار الفصل العنصر غرب البلدة كما اقام على الجزء الشمالي الغربي معبر الجبعة\صوريف الذي يسمح الدخول منه لسكان جنوب الضفة الغربية الذين يعملون في اسرائيل.

## وصلات خارجية
- موقع بلدية صوريف.
- صفحة بلدة صوريف في موقع «فلسطين في الذاكرة».